# 居一杰
居一杰，中华人民共和国政治人物、外交官。
2000年，接替黄士康，担任中华人民共和国驻哥伦比亚大使。2003年，担任中华人民共和国驻委内瑞拉大使。

## 荣誉

### 外国勋章奖章
- 一等弗朗西斯科·德米兰达勋章（委内瑞拉，2007年9月19日于加拉加斯颁发[3]）